# جورج ئی. پیو
جورج ئی. پیو (به انگلیسی: George E. Pugh) سناتور سابق عضو حزب دموکرات ایالات متحده آمریکا بود. وی در سال ۱۸۵۵ تا ۱۸۶۱ میلادی سناتور ایالت اوهایو در سنای ایالات متحده آمریکا بود.